# Armin Schneider (Chemiker)
Armin Ernst Wolfgang Schneider (* 29. Juli 1906 in Dresden; † 2. Dezember 1986 in Friedrichshafen) war ein deutscher Chemiker und Hochschullehrer.

## Leben und Werk
Armin Schneider studierte Biologie und Chemie an den Universitäten in Kiel und Freiburg im Breisgau. Dort wurde er 1934 bei Eduard Zintl mit einer Arbeit über die „Röntgenographische Untersuchung der Systeme Li-Zn, Li-Cd, Li-Hg“ zum Dr. phil. nat. promoviert. Nach kurzer Tätigkeit in der Industrie wechselte er 1936 an das Kaiser-Wilhelm-Institut für Metallforschung in Stuttgart, wurde dort 1941 Abteilungsleiter und war ab 1940 Dozent an der Universität Stuttgart. Er ging 1950 an die Universität Göttingen, zunächst als Oberassistent am Institut für anorganische Chemie, ab 1952 als außerplanmäßiger und ab 1954 als außerordentlicher Professor. Schließlich folgte er 1963 einem Ruf an die damalige Bergakademie Clausthal als ordentlicher Professor für anorganische Chemie. Dort wurde er 1971 emeritiert.
Sein Arbeitsgebiet waren insbesondere intermetallische Phasen, Metallcarbide, Metallnitride und Metallsilicide. Daneben untersuchte er beispielsweise Chalcogenide der 4. und 5. Hauptgruppe des Periodensystems.
Einer seiner akademischen Schüler war Gerhard Gattow.

## Publikationen
- mit Jürgen Kutscher: Kurspraktikum der allgemeinen und anorganischen Chemie. Universitätstaschenbücher 283. Darmstadt: Steinkopff. Hier im Vorspann auch biographische Kurznotiz